# Samo Tomášik

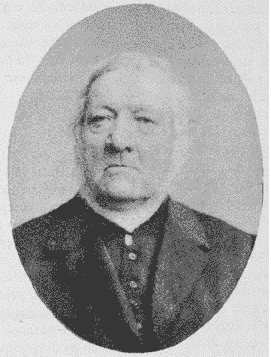
Samo Tomášik

Samo Tomášik (* 8. Februar 1813 in Jelšavská Teplica, Königreich Ungarn, heute Teil von Gemerské Teplice, Slowakei; † 10. September 1887 in Chyžné, Österreich-Ungarn) war ein slowakischer Dichter und Schriftsteller, am besten bekannt durch sein Lied Hej, Slováci (Hey, Slowaken), das später in der abgewandelten Form Hej Sloveni (Hey, Slawen) zur Hymne der panslawischen Bewegung wurde.

## Werke
- 1834 – Hej, Slováci, hymnisches Lied
- 1846 – Hladomra, Sage
- 1864 – Bašovci na Muránskom zámku, Erzählung
- 1865 – Sečovci, veľmoži gemerskí, Erzählung
- 1867 – Vešelínovo dobytie Muráňa, Erzählung
- 1870 – Odboj Vešelínov, Erzählung
- 1872 – Pamäti gemersko-malohontské, Werk über Geschichte des Komitats Gemer
- 1873 – Malkontenti, Erzählung
- 1876 – Kuruc, Erzählung
- 1883 – Denkwürdigkeiten des Muranyer Schlosses, mit Bezug auf die Vaterländische Geschichte, Geschichte der Burg Muráň

## Sonstiges
Die westslowakische Gemeinde Tomášikovo wurde 1948 zu seinen Ehren vom ungarisch klingenden Namen so umbenannt.